# Skrajny Goły Wierch Liptowski
Skrajny Goły Wierch Liptowski (słow. Krajný Holý vrch, Predný Holý vrch, 1981 m) – podrzędny szczyt w grani Liptowskich Kop (Liptovské kopy). Położony jest pomiędzy Zadnim Gołym Wierchem Liptowskim (Zadný Holý vrch), od którego oddziela go Koprowicka Przełęcz Wyżnia (Vyšné kôprovické sedlo, 1925 m), a Krzyżnem Liptowskim (Krížne), od którego oddziela go Koprowicka Przełęcz Niżnia (Nižné kôprovické sedlo, 1914 m). Tylko najwyższe partie są trawiaste, poza tym stoki porośnięte są kosodrzewiną i lasem. Stoki wschodnie opadają do Doliny Koprowej. Na trzech wysokościach przecinają je trzy ścieżki, w tym Wschodnia Obwodnica i Leśna Obwodnica. Ku zachodowi opada z niego grzęda oddzielająca dwa kotły lodowcowe w najwyższej części doliny Koprowicy; po północnej stronie grzędy jest to Koprowicki Kocioł, po południowej Krzyżny Kocioł
Dawniej na kopulastych i trawiastych szczytowych partiach Kop Liptowskich wypasali swoje stada mieszkańcy wsi Wychodna i Kokawa Liptowska. Od 1949 r. Kopy Liptowskie stanowią obszar ochronny Tatrzańskiego Parku Narodowego z zakazem wstępu.
Pierwsze odnotowane wejście zimowe: Ludwik Leszko, Wacław Majewski, W. Skibniewski 2 lutego 1914 r.

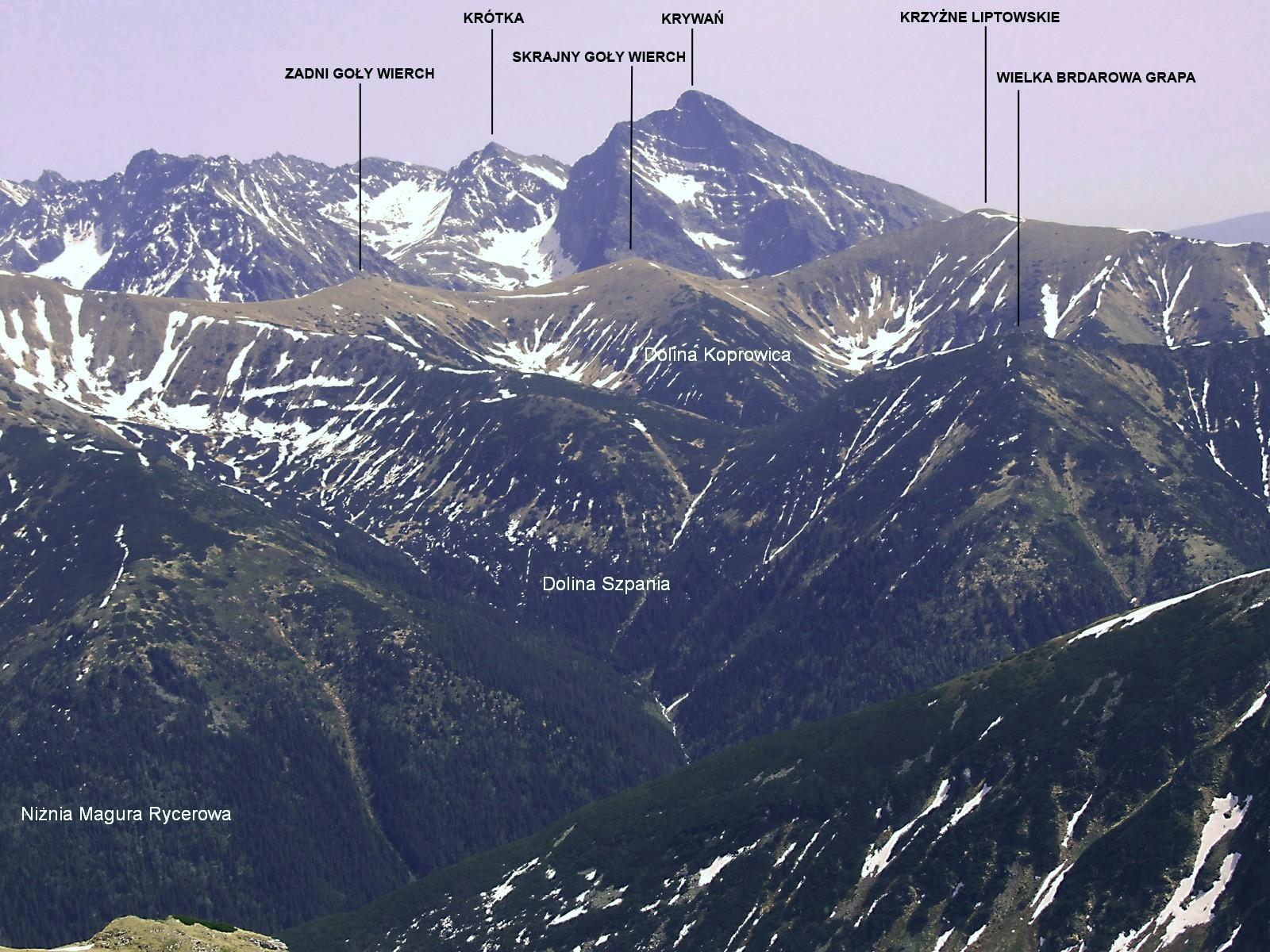
Skrajny Goły Wierch Liptowski pośrodku zdjęcia
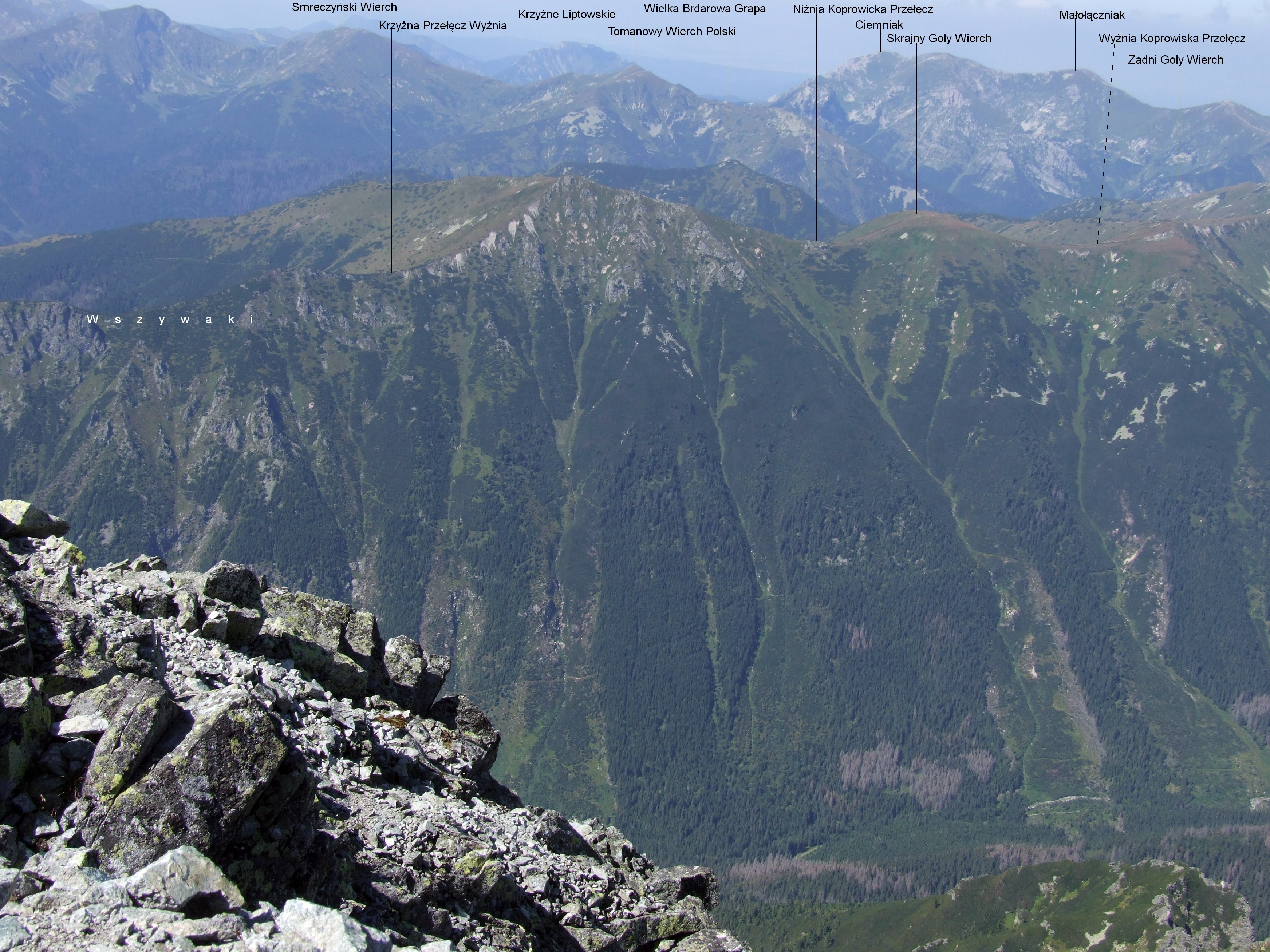
Widok z Krywania